# Afschaffing van de slavernij in Suriname

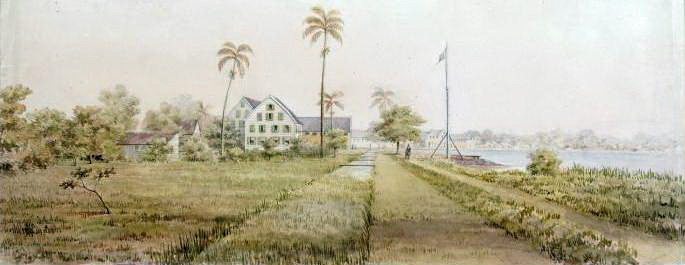
De plantages 'Nijd en Spijt' en 'Alkmaar'

De afschaffing van de slavernij in Suriname vond plaats op 1 juli 1863 met het op die dag van kracht worden van de Nederlandse Emancipatiewet. De vrijgemaakten in de leeftijd van vijftien tot zestig jaar waren nog tien jaar verplicht in Suriname als loonarbeiders te werken tijdens de Staatstoezicht-periode.

## Achtergrond
De slavernij begon in het Caribisch gebied met de komst van de Europese planters, die plantages voor exportproducten zoals suiker, koffie en katoen opzetten. Aanvankelijk werden de Inheemsen ingezet om onder dwang als slaaf te werken op de plantages, maar zij verzetten zich.
Vanuit de Republiek der Verenigde Nederlanden brachten de West-Indische Compagnie (WIC) en private handelaren slaven uit de westkust van Afrika naar Suriname. De WIC had hierop een aantal jaren het monopolie. De private handelaren trokken zich daar weinig van aan en leverden ook tijdens het monopolie van de WIC slaven aan Suriname.
Gedurende de slavernijperiode vluchtte ongeveer tien procent van de slaven de bossen in en zij vormden hun eigen leefgemeenschappen. Het systeem van de slavernij kwam behalve door financieel-economische factoren steeds meer onder druk te staan door buitenlandse druk, de marronage, de oorlogen met de marrons en ook moreel-ethische druk van de abolitionisten die de slavernij wilden afschaffen.

## Afschaffing
In 1808 had het Britse "tussenbestuur" de slavenhandel in Suriname reeds verboden. Het duurde tot 1863 voordat de slavernij in Suriname werd afgeschaft. Slavernij werd in de Britse koloniën in 1833, en in de Franse koloniën in 1848 afgeschaft. Volgens het Nederlandse Centraal Bureau voor de Statistiek werden 34,8 duizend slaven in Suriname op 1 juli 1863 formeel in vrijheid gesteld. Sommige marrons, zoals de Aukaners, hadden door verschillende verdragen, zoals het Vredesverdrag van 1760, officieel eerder de vrijheid verkregen. Op 19 september 1762 volgde de vrede met de Saramaccaners en in 1769 het vredesverdrag met de Matawai. Marrons als de Aluku en de Kwinti werden door het Nederlandse opperbestuur als opstandige slaven gezien. In 1860 volgde uiteindelijk een vredesverdrag met de Aluku. De Kwinti sloten pas na 1863 een verdrag.
Interne en externe factoren leidden ertoe dat de slavernij in Suriname werd afgeschaft. Een externe factor was de afschaffing van de slavernij in de naburige Engelse en Franse koloniën en een interne factor was het wegvluchten van slaven. Zij vluchtten naar gebieden of landen waar de slavernij was afgeschaft, bijvoorbeeld naar Brits-Guiana en Frans-Guyana. Voor de afschaffing van de slavernij had men te kampen met problemen zoals marronage en achteruitgang van bepaalde plantages, die werden aangevallen.
Om de plantages voor algehele ondergang te behoeden kwam men met de opzet van het Staatstoezicht. Dit wil zeggen dat de meeste van de vrijverklaarden nog tien jaren moesten werken als loonarbeiders. Na het Staatstoezicht ging men ertoe over immigranten uit Azië als koelies te laten overkomen naar Suriname. Deze immigranten werden als contractarbeiders ingezet op de plantages.
Op 30 juni 1863 werd de Grote Stadskerk van de Evangelische Broedergemeente in Paramaribo versierd met bloemen. De dag van de emancipatie werd ingeluid met 21 kanonschoten van Fort Zeelandia. De gouverneur had bepaald dat in alle kerken dankdiensten gehouden moesten worden. Dit zal ook in katholieke kerken het geval zijn geweest, maar hiervan zijn geen verslagen of nabeschouwingen. Van een volksfeest was geen sprake.

## Herdenking
De (juridische) afschaffing van de slavernij wordt vooral door de Surinaamse creolen elk jaar op 1 juli herdacht tijdens Ketikoti. Afstammelingen van Surinaamse marrons kennen daarnaast nog eigen bevrijdingsdagen, zoals 10 oktober (Dag der Marrons) en 19 september (Saamaka Daka).